# Casa Dlugosz din Wiślica
Casa Dlugosz din Wiślica este o clădire istorică din Wiślica construită de cronicarul polonez Jan Długosz.

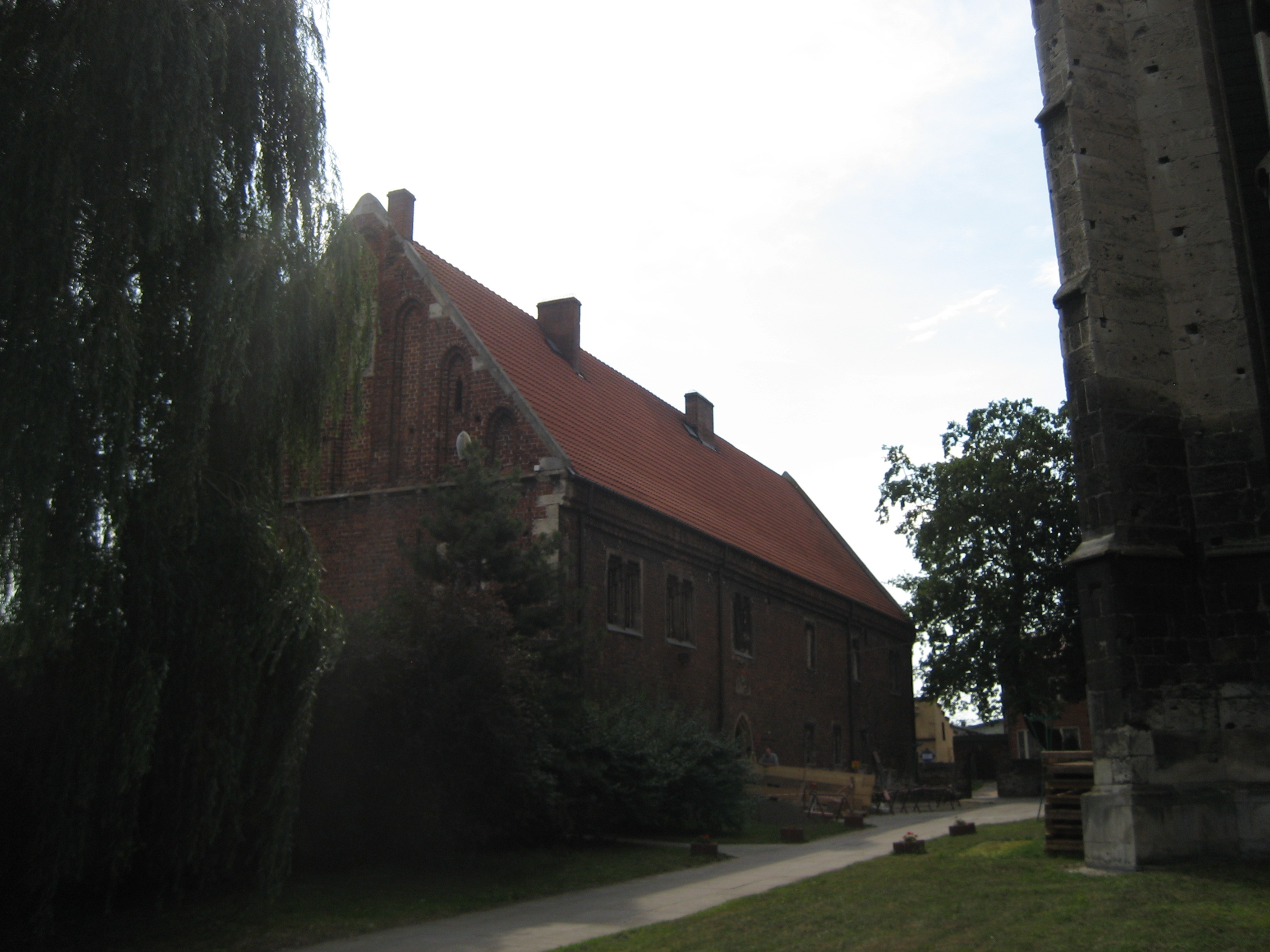
Casa lui Jan Długosz din Wiślica, construită de el în 1460